# Manuel Estrada Cabrera
Manuel José Estrada Cabrera (Quetzaltenango, 21 de novembre de 1857 - Ciutat de Guatemala, 24 de setembre de 1924). President de Guatemala del 8 de febrer de 1898 al 15 d'abril de 1920. Advocat i polític guatemalenc, va estar a càrrec del Ministeri de Governació i Justícia durant el mandat de José María Reyna Barrios. En morir aquest assassinat, Estrada Cabrera, per ser llavors el primer designat per a la successió a la presidència del país, es va fer del poder i després es va mantenir en ell mitjançant eleccions fraudulentes per més de dues dècades. «No hi ha poder judicial; aquí jo solament sóc el poder», li va dir al jutge Ernesto Asturias Girón, pare de l'escriptor Miguel Ángel Asturias cap al final del seu mandat. Quan Estrada Cabrera es fa càrrec de la presidència, no tolera cap tipus d'oposició i comencen a donar-se una sèrie de crims polítics, tortures en la Presó Central i afusellaments de nombroses persones de l'oposició.